# Anomiopus ataenioides
Anomiopus ataenioides là một loài bọ cánh cứng trong họ Bọ hung (Scarabaeidae).